# Карма Трияна Дхармачакра
Ка́рма Трия́на Дхармача́кра (КТД) — тибетский мужской монастырь, расположенный в небольшом городе Вудсток в северной части округа Алстер (Нью-Йорк, США), на территории Катскильского парка. Городок стал знаменит тем, что в 1969 году подарил своё название знаменитому одноимённому рок-фестивалю. 
Монастырь был основан в 1976 году, через 7 лет после фестиваля Вудсток, Его Святейшеством 16-м Гьялва Кармапой Рангджунгом Ригпе Дордже, духовным лидером линии Карма-кагью тибетского буддизма, и в настоящее время является североамериканской резиденцией одного из двух претендентов на место 17-го Кармапы Ургьена Тринле Дордже, держателя линии Карма Кагью. Настоятелем монастыря со дня его основания является лама Кхенпо Картар Ринпоче (en:Khenpo Karthar Rinpoche).